# Фрактальний ландшафт

Використання трикутних фракталів, щоб створити гірську місцевість.

Фрактальний ландшафт (англ. Fractal landscape) — поверхня, згенерована комп'ютером з використанням стохастичного алгоритму, призначеного для створення фрактального об'єкта, який імітує зовнішній вигляд природної місцевості. Іншими словами, фрактальний ландшафт з'являється не внаслідок жорстко заданої процедури, а є, скоріше, випадковим об'єктом, що має властивості фрактала.

## Огляд
Багато природних об'єктів мають у тій чи іншій формі властивість статистичної самоподібності, яку можна змоделювати за допомогою фрактальних поверхонь. Крім того, зміни текстури поверхні містять важливу інформацію про орієнтацію і нахили поверхонь, а використання майже самоподібних об'єктів допомагає змоделювати природні візуальні ефекти. Моделювання ділянок земної поверхні зі складним рельєфом з використанням фрактального броунівського руху вперше запропонував французько-американський математик Бенуа Мандельброт.
Оскільки передбачуваним результатом комп'ютерного моделювання є створення поверхні, а не математичної функції, в процесі моделювання з метою отримання більш значного результату часто використовуються засоби, які можуть вплинути на стаціонарність і навіть загальну фрактальну поведінку такої поверхні.
За словами американського скульптора і журналіста Р. Ширера, комп'ютерне моделювання природних поверхонь і ландшафтів стало головним поворотним моментом в історії мистецтва, оскільки воно стирає відмінність між згенерованим комп'ютером зображенням і природними об'єктами. У кінозйомках уперше пейзаж, згенерованой комп'ютером, використано у фільмі 1982 року Зоряний шлях 2: Гнів Хана. Американський дослідник комп'ютерної графіки Лорен Карпентер використовував удосконалені методи Мандельброта для моделювання інопланетного ландшафту.

## Комп'ютерне генерування фрактальних ландшафтів

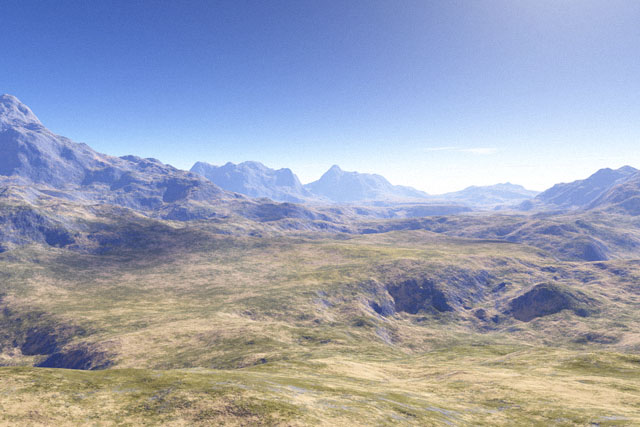
Приклад фрактального ландшафту, згенерованого комп'ютером

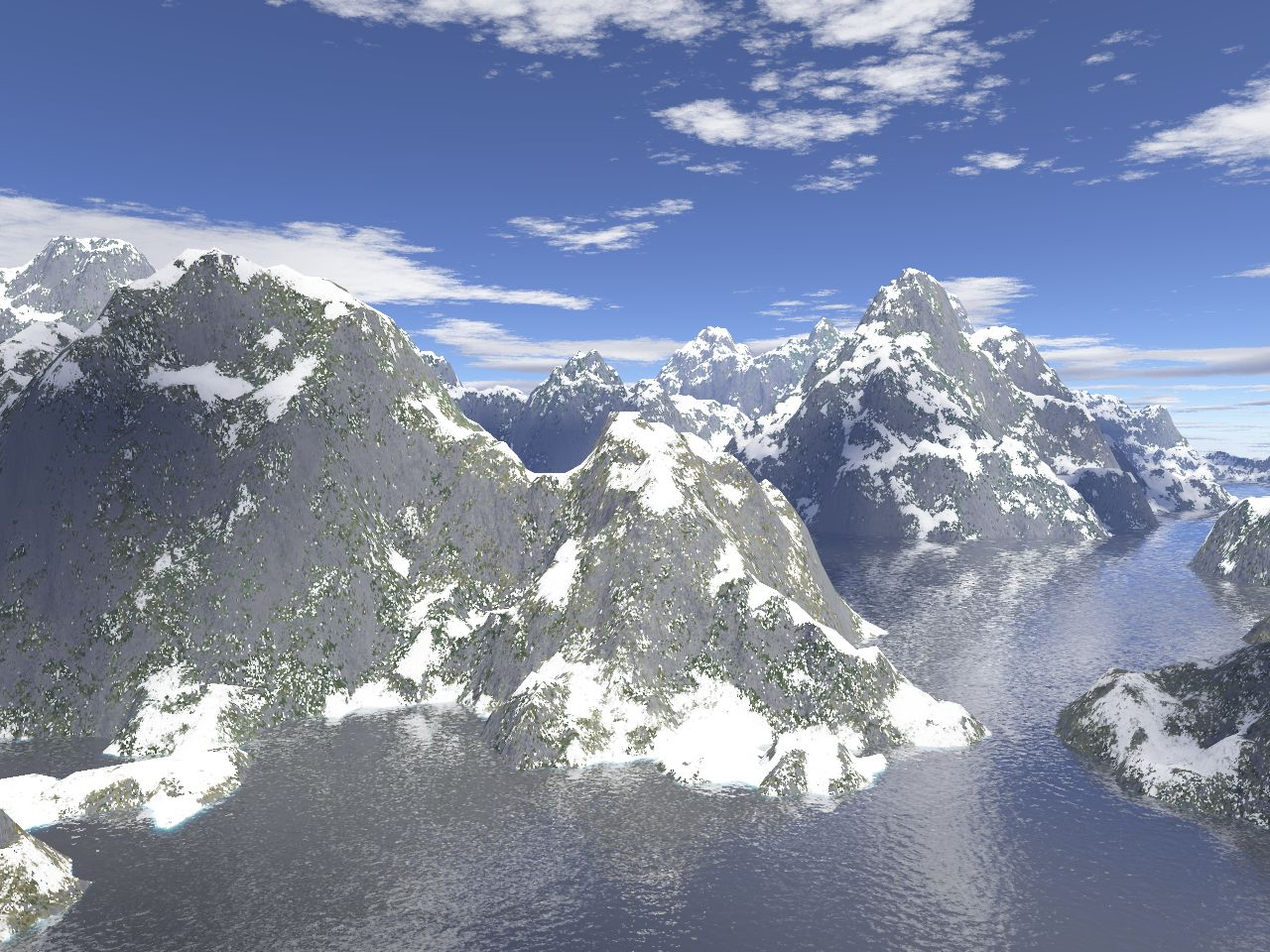
Модель ділянки земної поверхні, згенерована комп'ютером

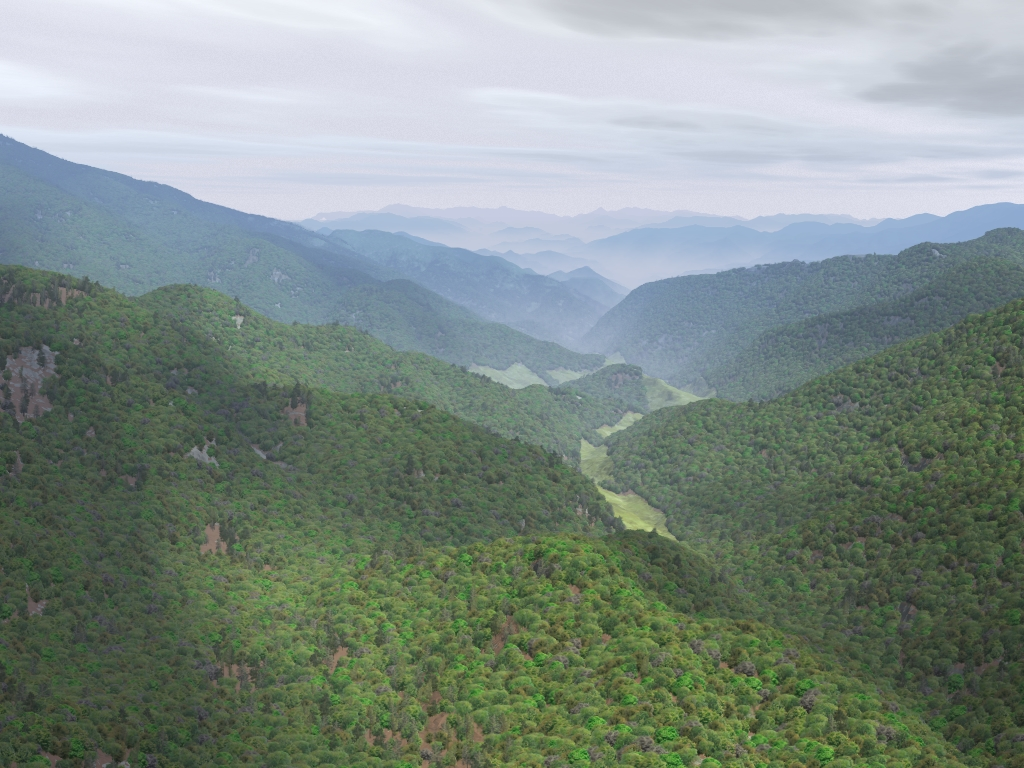
Згенерований комп'ютером фрактальний ландшафт (лісистий пагорб)

Для комп'ютерного моделювання фрактального ландшафту використовується алгоритм «ромб-квадрат», за якого квадрат ділиться на чотири квадрати меншої площі, потім випадковим чином генерується карта висот, упорядкована у вигляді сітки з точок так, щоб уся площина була вкрита квадратами. Процес повторюється на чотирьох нових квадратах, і так далі, до досягнення бажаного рівня деталізації. Існує низка алгоритмів генерування фрактальних об'єктів (наприклад, об'єднання декількох октав симплекс-шуму), здатних створювати дані про поверхню, але найзагальнішим є термін «фрактальний ландшафт».

## Примітка
1. ↑  The Fractal Geometry of Nature. Архів оригіналу за 5 червня 2002.
2. ↑  Advances in multimedia modeling: 13th International Multimedia Modeling by Tat-Jen Cham 2007 ISBN 3-540-69428-5 page
3. ↑  Human symmetry perception and its computational analysis by Christopher W. Tyler 2002 ISBN 0-8058-4395-7 pages 173—177
4. ↑  Dynamics of Fractal Surfaces by Fereydoon Family and Tamas Vicsek 1991 ISBN 981-02-0720-4 page 45
5. ↑  Rhonda Roland Shearer «Rethinking Images and Metaphors» in The languages of the brain by Albert M. Galaburda 2002 ISBN 0-674-00772-7 pages 351—359
6. ↑  The First Completely Computer-Generated (CGI) Cinematic Image Sequence in a Feature Film (1982). HistoryofInformation.com. Jeremy Norman & Co. Архів оригіналу за 1 липня 2017. Процитовано 15 червня 2014.
7. ↑  Briggs, John.  — Simon and Schuster, 1992. — С. 84. — ISBN 0671742175. Архівовано з джерела 1 травня 2021